# Province de Chahaer (république de Chine)
Pour les articles homonymes, voir Chahar.
La province de Cháhāěr (chinois simplifié : 察哈尔省 ; chinois traditionnel : 察哈爾省 ; pinyin : cháhāěr shěng), abréviation : chá (察) est une province de la république de Chine qui fut établie en 1928, puis abrogée sous la république populaire de Chine en 1952.
Elle remplace le district spécial de Chahaer, qui existait sous le gouvernement de Beiyang, de 1914 à 1928.
Elle a été créée en 1928, en même temps que les provinces du Rehe, du Qinghai, du Suiyuan et du Xikang, dans une optique de renforcer les frontières menacés par les forces impérialistes étrangères (Empires européens, États-Unis et empire du Japon.
Sous la république de Chine, la capitale est nommée Changyuan, tandis qu'à partir de 1949 et sous la république populaire de Chine, elle est rebaptisée Zhangjiakou.

## Géographie
La province de Chahar est divisée du nord au sud par la Grande Muraille, le Chahar du nord étant le plus grand en superficie et le Chahar du sud, dont la capitale est Zhangjiakou, étant beaucoup plus peuplé. Sa superficie était de 278 957 km2. Dans le Chahar du Nord, la plupart des terres font partie de l'extension nord-est du désert de Gobi.